# Pioneer (canción)
«Pioneer» —en español: «Pionero»— es una canción compuesta por Borbála Csarnai e interpretada en inglés por Freddie. Fue elegida para representar a Hungría en el Festival de la Canción de Eurovisión de 2016 tras ganar la final nacional húngara, A Dal 2016.

## Festival de Eurovisión

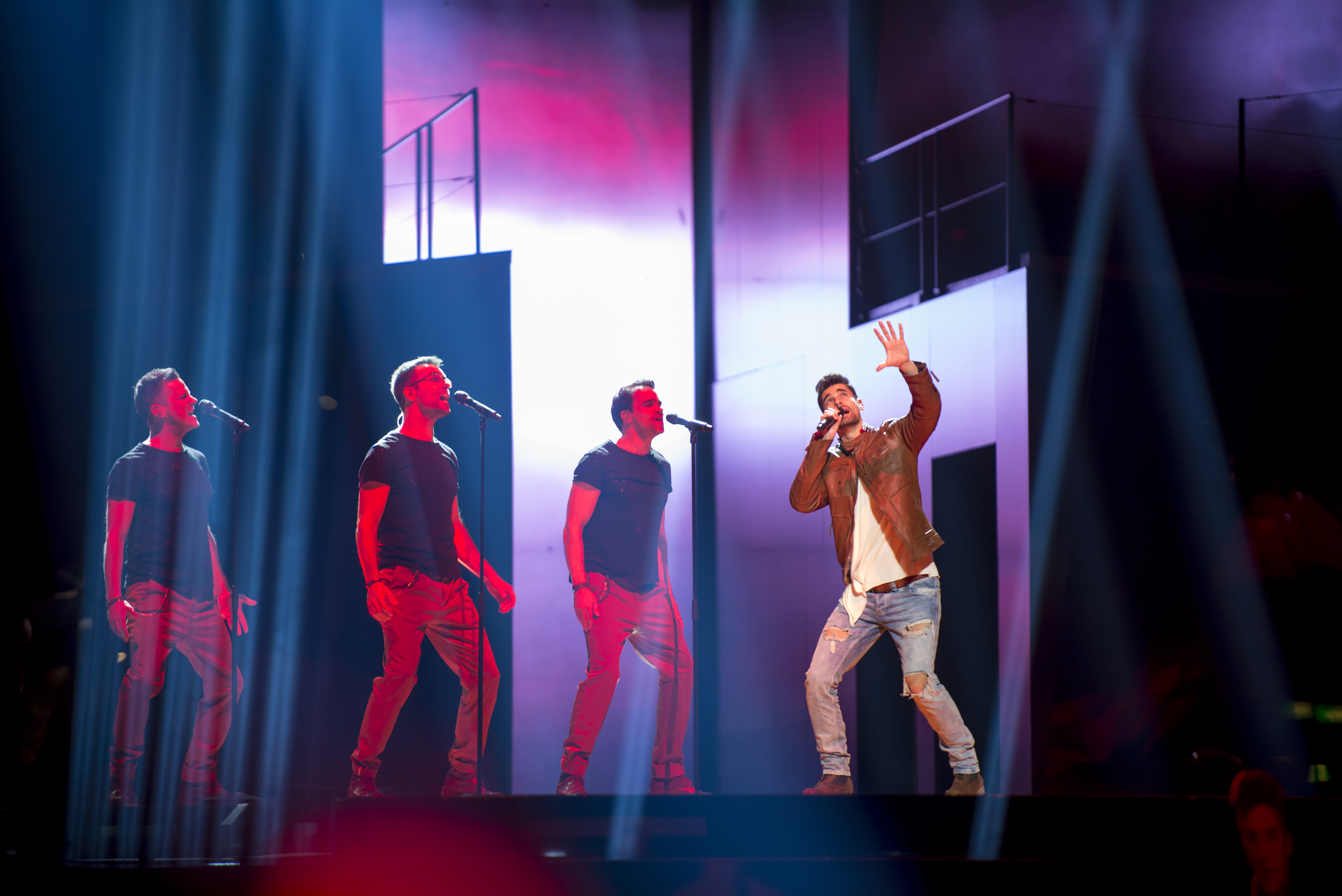
Freddie (derecha) interpretando la canción durante el Festival de la Canción de Eurovisión 2016.

### A Dal 2016
Los artistas y compositores pudieron enviar sus solicitudes y canciones para la competición entre el 19 de octubre y el 25 de noviembre de 2015. Los artistas debían tener nacionalidad húngara o hablar húngaro con fluidez. Además, solo los artistas que tenían un contrato válido con una compañía de grabación o gestión profesional y hubieran publicado un álbum o haber tenido difusiones en radio o apariciones en televisión eran elegibles a competir. Los artistas tenían permitido colaborar con compositores internacionales y presentar canciones en inglés o en un idioma de Hungría. Sin embargo, en ambos casos una traducción al húngaro era obligatoria. Tras finalizar el plazo de presentación, la emisora había recibido 372 canciones.
Un jurado de diez miembros seleccionó treinta canciones para la competición. Éstas se anunciaron durante una conferencia el 15 de diciembre de 2015, organizado en el barco A38 en Budapest. Entre los artistas competidores se encontraba un participante del Festival de la Canción de Eurovisión, András Kállay-Saunders, que representó a Hungría en 20014.
Así, la canción «Pioneer» se encontró entre las seleccionadas, y fue interpretada novena el 23 de enero, quedando primera y pasando a la semifinal. Más tarde, el 20 de febrero, la canción fue interpretada durante la segunda semifinal donde, de nuevo, quedó en primer puesto. Finalmente, pasó a la final y se declaró ganadora con 34 puntos entre 8 participantes.

### Festival de la Canción de Eurovisión 2016
Esta canción fue la representación húngara en el Festival de la Canción de Eurovisión 2016.
El 25 de diciembre de 2016, se organizó un sorteo de asignación en el que se colocaba a cada país en una de las dos semifinales, además de decidir en qué mitad del certamen actuarían.
Así, la canción fue interpretada en cuarto lugar durante la primera semifinal, celebrada el 10 de mayo de ese año, precedida por Moldavia con Lidia Isac interpretando «Falling stars» y seguida por Croacia con Nina Kraljić interpretando «Lighthouse». Durante la emisión del certamen, la canción fue anunciada entre los diez temas elegidos para pasar a la final, y por lo tanto cualificó para competir en ésta. La canción había quedado en cuarto puesto de cuarto con 197 puntos.
Días más tarde, durante la final celebrada el 19 de mayo de 2016, la canción fue interpretada en quinto lugar, precedida por Azerbaiyán con Samra Rahimli interpretando «Miracle» y seguida por Italia con Francesca Michielin interpretando «No degree of separation». Finalmente, la canción quedó en 19º puesto de cuarto con 108 puntos.